# 1994 en informatique
1993 en informatique - 1994 - 1995 en informatique
Cet article présente les principaux évènements de 1994 dans le domaine informatique.

## Amérique du Nord
- Bill Clinton lance une politique d'intelligence économique, chantier prioritaire.
- 14 mars : Sortie des premiers Power Mac à base de processeur PowerPC.
- 23 septembre : Richard Stallman poste sur comp.lang.tcl un message intitulé Why you should not use Tcl. Cette réaction marque le début de l'épisode connu sous le nom de Tcl War.

## Europe
- Rapport Martre sur l'intelligence économique.
- Privatisation de Bull.
- Première conférence internationale[1] sur le World Wide Web au CERN à Genève, avec Tim Berners-Lee.

## Normes et standards
- Octobre 1994: création du World Wide Web Consortium (W3C) par Tim Berners-Lee pour promouvoir la compatibilité et donc la normalisation des technologies du World Wide Web

## Prix et distinctions
- Johan Håstad reçoit le prix Gödel (pour la première fois)